# Reële businesscycletheorie
De theorie van de reële businesscyclus (ook RBC-theorie) is een klasse van macro-economische modellen, waarin conjunctuurschommelingen voor een groot deel kunnen worden verklaard door reële (in tegenstelling tot nominale) schokken. In tegenstelling tot andere toonaangevende conjuctuurtheorieën, ziet de RBC-theorie recessies en perioden van economische groei als het efficiënte antwoord op exogene veranderingen in de reële economische omgeving. Dat wil zeggen dat het niveau van de nationale productie noodzakelijkerwijs het verwachte nut maximaliseert, en de overheid zich daarom op lange termijn structurele veranderingen in het beleid moet concentreren en niet op korte termijn ingrijpen door middel van een discretionaire fiscale of monetaire politiek met als doel om economische schommelingen op korte termijn actief glad te strijken.
Volgens de theorie van de reële businesscyclus zijn conjunctuurcycli dan ook "reëel" in zoverre dat zij niet een tekortkoming van markten om te ruimen vertegenwoordigen, maar gegeven de structuur van deze economie, juist de meest efficiënt mogelijk operatie van de economie vertegenwoordigen. De theorie van de reële businesscyclus verschilt in deze zin van andere conjunctuurtheorieën zoals de Keynesiaanse economie en het monetarisme, die recessies zien als het falen van sommige markten om te ruimen. 
De theorie van de reële businesscyclus wordt geassocieerd met de neoklassieke traditie van de Chicago school of economics.